# 催奇性
催奇性（さいきせい、英: Teratogenesis）とは、妊娠中（妊婦）や妊娠直前の女性、又は直近に妊娠させる予定がある男性の体内に入ると、胎児に奇形を起こす作用。催奇性が強いものでは、投与を辞めた後でも女性最低2年間、男性も半年間は避妊が必要な医薬品もある。催奇形性とも言われる。 

## 概要
アルコール、タバコなどの化学物質のほか、フェニトイン、トリメタジン、ワルファリン、ブスルファン、アミノプテリン（英語: Aminopterin）、サリドマイドなど妊娠に無関係な人には適切量処方で有益な薬剤の中には、胎児の器官形成期に母体が摂取すると胎児に奇形等の悪影響を及ぼすことが確認されている。催奇性物質が人体に取り込まれた場合、胎児に奇形を生じる危険があるため、特に妊娠予定直前の男女や妊婦への処方については、医師や薬剤師への相談が重要である。

## 医薬品

### サリドマイド
1957年に発売された睡眠薬サリドマイドの催奇性は数千人とも言われる奇形児を産み出すこととなった。当時一般に用いられていた実験動物のマウスやラットでは催奇性が見られず、ウサギを用いた試験で初めて危険性が明らかになった。以降は妊婦や妊娠前には厳禁となったが、催眠作用と免疫系の増強・調節作用や腫瘍細胞の自滅誘導作用・増殖抑制作用などを持ち、抗多発性骨髄腫薬・ハンセン病の2型らい反応治療薬として活用されている。特に、予後不良となっている多発性骨髄腫の重要な治療薬へ位置づけられており、患者からも希望されている。 

### エトレチナート
エトレチナートは、乾癬や毛孔性苔癬（毛孔性角化症）など角化症（英語: Keratosis）の治療薬となる。しかし、催奇形性の強い薬であり、投与中止後も女性は最低2年間は避妊する必要がある。男性も投与中だけでなく、投与中止後最低6ヶ月は避妊する必要がある。「チガソン」「エトレチナートカプセル」の名で販売されている。

### イソトレチノイン
世界的には痤瘡（にきび）の治療で使用されるイソトレチノインが重大な催奇性を有すると考えられている。日本では、その副作用を懸念し、未承認医薬品となっているものの、座瘡の治療は催奇性のあるテトラサイクリン系が推奨されている。（ただし、妊婦や授乳中の母親、8歳未満の小児への投与は可能な限り避けられるべきとされている）

### その他
- トレチノイン（商品名 ベサノイド：内用薬）-多量摂取時には、催奇形性の可能性が報告されている。 妊娠中、授乳中、妊娠予定の女性へは処方されない[11]。
- レチノイド（内服薬）-服用前後に妊娠予定の女性は避妊を行うことが必要である[12]。
- ファビピラビル（アビガン） -新型又は再興型インフルエンザウイルス感染症向け薬。妊娠予定時にも避けるように注意されている[13]。
- ミコフェノール酸モフェチル（商品名 セルセプト[14]）
- バルプロ酸ナトリウム（商品名 デパケンR）[15]

## 化学物質
- ソラニン-ナス科に含まれる毒素
- ジメチルアセトアミド-工業に必要な化学物質
- シクロヘキシミド-真核生物細胞におけるタンパク質合成の阻害目的で、生化学研究分野で用いられている。
- シヘキサチン（プリクトラン）-かつて世界的に殺虫剤として利用されていた。

### ダイオキシン
ダイオキシンは動物実験で奇形を起こすことが確認されている。
ベトナム戦争で米軍の使用した枯葉剤はベトナムの散布地域住民および退役軍人とその子供に健康被害をもたらしたといわれている。このときの催奇性の原因として、枯葉剤に含まれていたダイオキシンとの関連が示唆されている。
ダイオキシンの曝露事例のうちセベソ事故では、女児の出生率増加、家畜の大量死、癌発生率の増加、奇形出産率の増加などが報告された。セベソでは事故翌年4月から6月の妊婦の流産率は34%となった。